# Maria de Toledo y Velasco

Stemma dei Duchi d'Alba de Tormes.

Maria de Toledo y Velasco (Siviglia, 15 aprile 1651 – Madrid, 12 dicembre 1710) è stata una nobildonna spagnola.

## Biografia
Era figlia di Antonio de Toledo Beaumont, VII duca di Alba de Tormes e VIII conte di Lerín, e di Mariana de Velasco Tovar.
Il 21 ottobre 1657 sposò Nicola María de Guzmán Carafa, duca di Sabbioneta.
La coppia non ebbe figli, così Nicola Maria morì senza eredi nel 1689 e si estinse la discendenza di Vespasiano I Gonzaga e quella dei Carafa, principi di Stigliano. Il ducato di Sabbioneta passò in possesso degli spagnoli, che lo vendettero nel 1693 al genovese Francesco Maria Spinola.